# Sandrine Doucet
Pour les articles homonymes, voir Doucet.
Sandrine Doucet est une femme politique française née le 10 septembre 1959 à Talence (Gironde) et morte le 4 février 2019 à Bordeaux. 
Elle est membre du Parti socialiste de 2004 à sa mort, membre du secrétariat fédéral du Parti socialiste de la Gironde et députée de la  1re circonscription de la Gironde de 2012 à 2017.

## Biographie
Sandrine Doucet descend d'une famille politisée : un père syndicaliste, un grand-père résistant et un arrière-grand-père ayant fait partie des premiers adhérents de la SFIO. Elle est professeure agrégée d'histoire-géographie au lycée Condorcet puis au lycée Michel-Montaigne à Bordeaux jusqu'en 2012,.
Elle se présente pour la première fois aux élections législatives de 2012 (XIVe législature) et réussit à battre la députée sortante UMP Chantal Bourragué sur la 1re circonscription de la Gironde, détrônant la droite dont cette circonscription était un bastion historique depuis 133 ans.
Elle est nommée membre du Conseil supérieur des programmes le 10 octobre 2013.
Elle est chargée du projet Enseignement supérieur et Recherche dans la campagne de Vincent Peillon pour la primaire citoyenne de 2017. Elle est également membre de son comité politique.
Après la victoire de Benoît Hamon à la primaire citoyenne de 2017, elle est nommée responsable thématique « Enseignement supérieur, recherche » de sa campagne présidentielle,.
Elle ne se représente pas, pour raisons de santé, lors des élections législatives de 2017.
Elle meurt d'un cancer à 59 ans le 4 février 2019.